# Вибори в Боснії і Герцеговині
На державному рівні вибори проводяться у Президію Боснії і Герцеговини та Парламентську Скупщину. Президент обирається на чотирирічний термін виборами у кожній з трьох основних етнічних груп. Кандидат обирається найбільшою кількістю голосів у виборчому окрузі. Парламентська Скупщина Боснії і Герцеговини (Parlamentarna Skupština) має дві палати. Палата представників Боснії і Герцеговини (Predstavnički dom/Zastupnički dom) має 42 члени, які обираються на чотирирічний термін за пропорційним представництвом у кожній основній етнічній групі. Палата народів Боснії і Герцеговини (Dom Naroda) налічує 15 членів, які призначаються парламентами двох ентитетів. У Боснії та Герцеговині діє багатопартійна система з численними політичними партіями, з яких жодна партія не має шансів на владу, і партії повинні працювати одна з одною для формування коаліційних урядів. Кожна основна етнічна група має свою домінуючу політичну партію.

## Останні вибори

### Президентські 2018
Вибраними членами Президії Боснії і Герцеговини є Шефік Джаферович (боснійський, SDA), Желько Комшич (хорват, DF) і Мілорад Додік (серб, SNSD). Суперечливими були вибори хорватського члена, оскільки ненаціоналістичний кандидат Желько Комшич (Демократичний фронт) переміг націоналіста Драгана Човича (HDZ BiH) за допомогою боснійських виборців, а Комшич зайняв перше місце майже виключно в муніципалітетах, де є хорватська відносна більшість. Результат підштовхнув протести хорватів, які звинувачували боснійців у голосуванні та закликали до створення власного ентитету або виборчого округу. У наступні дні в Мостарі пройшли протести з такими ознаками, як "Не мій президент" і "Демократія — спочивай з миром", У наступні дні після виборів, кілька муніципалітетів з хорватською більшістю оголосили Комшича персоною нон ґрата.

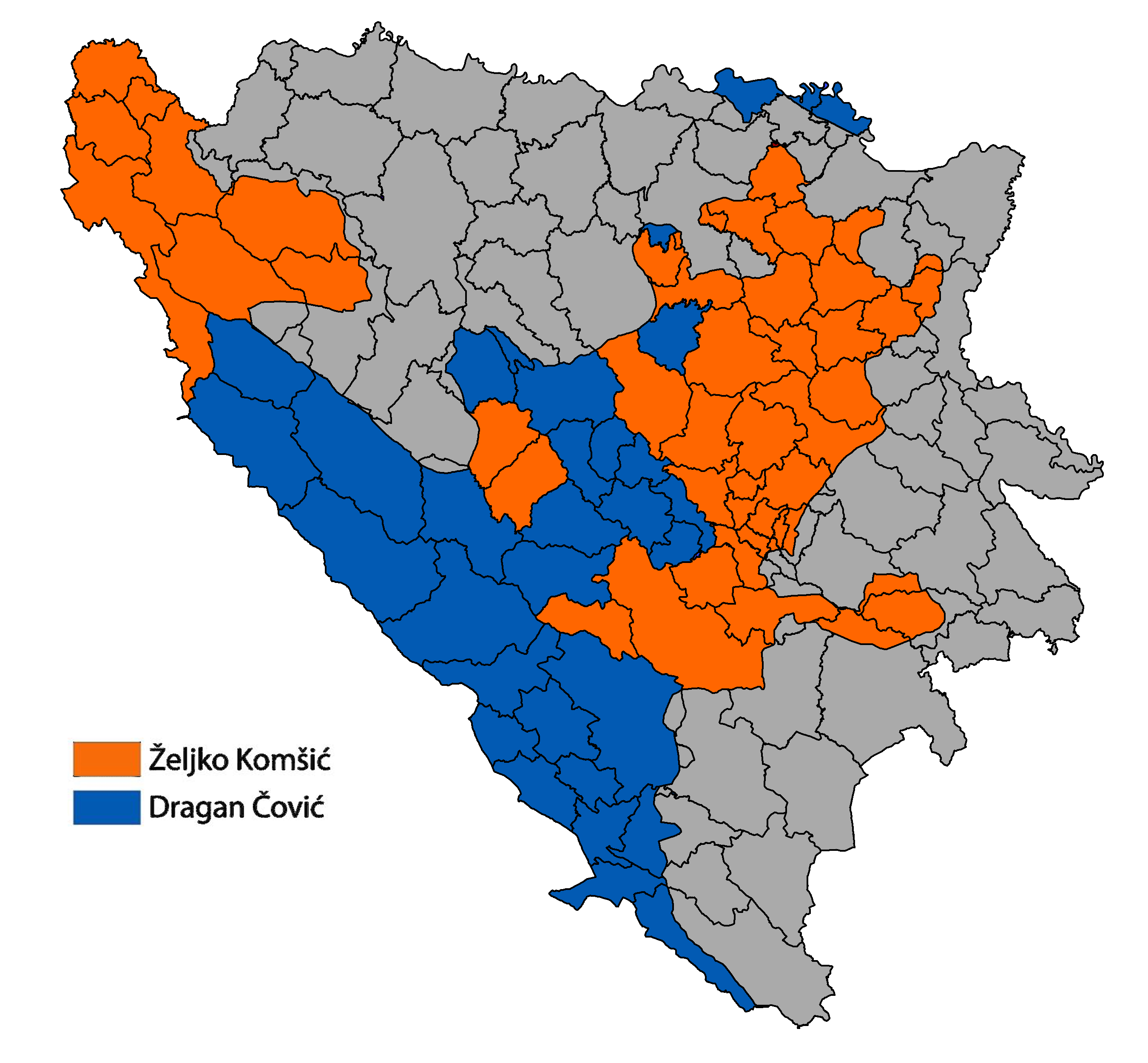
Перше місце хорватського кандидата за муніципалітетом

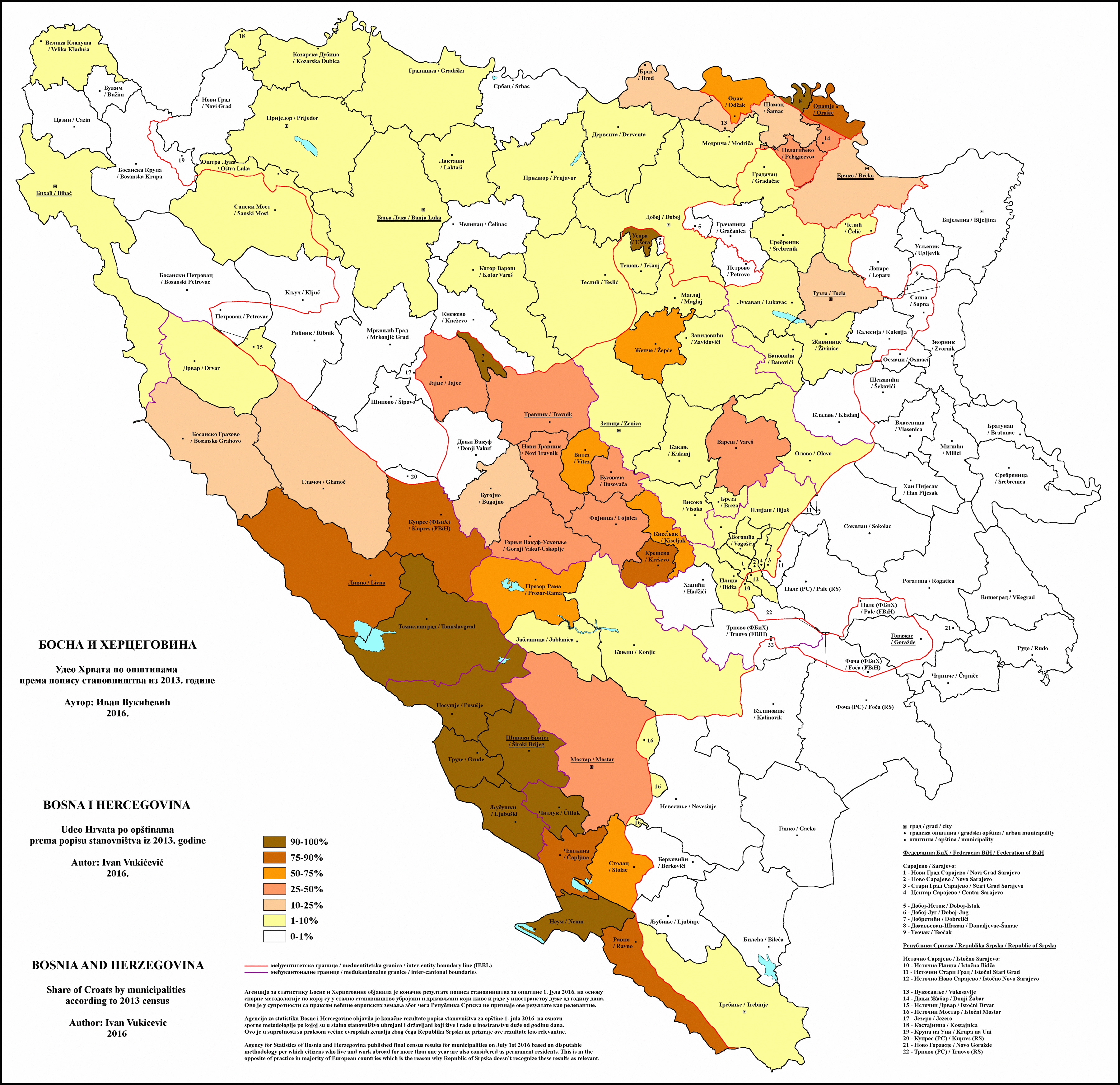
Хорватське населення за муніципалітетом

| Кандидат                                                      | Кандидат                   | Партія                                             | Голоси               | %                    |
| Представник босняків                                          | Представник босняків       | Представник босняків                               | Представник босняків | Представник босняків |
| ------------------------------------------------------------- | -------------------------- | -------------------------------------------------- | -------------------- | -------------------- |
|                                                               | Шефік Джаферович           | Партія демократичної дії                           | 212,581              | 36.61                |
|                                                               | Денис Бечирович            | Соціал-демократична партія                         | 194,688              | 33.53                |
|                                                               | Фахрудин Радончич          | Союз за краще майбутнє БіГ                         | 75,210               | 12.95                |
|                                                               | Мірсад Гаджікадич          | Мірсад Гаджікадич — Платформа для прогресу         | 58,555               | 10.09                |
|                                                               | Сенад Шепич                | Незалежний Блок                                    | 29,922               | 5.15                 |
|                                                               | Амер Єрлагич               | За Боснію і Герцеговину                            | 9,655                | 1.66                 |
| Представник хорватів                                          |                            |                                                    |                      |                      |
|                                                               | Желько Комшич              | Демократичний фронт                                | 225,500              | 52.64                |
|                                                               | Драган Чович               | Хорватська демократична співдружність              | 154,819              | 36.14                |
|                                                               | Діана Зеленіка             | Хорватська демократична співдружність 1990         | 25,890               | 6.04                 |
|                                                               | Боріша Фалатар             | Наша партія                                        | 16,036               | 3.74                 |
|                                                               | Єрко Іванкович-Ліянович    | Народна партія за роботу та поліпшення             | 6,099                | 1.42                 |
| Представник сербів                                            |                            |                                                    |                      |                      |
|                                                               | Мілорад Додік              | Союз незалежних соціал-демократів                  | 368,210              | 53.88                |
|                                                               | Младен Іванич              | Альянс за перемогу (СДР–ПДП–НДП–СРП РС–СРС–НС–СНС) | 292,065              | 42.74                |
|                                                               | Мір'яна Попович            | Сербська прогресивна партія Республіки Сербської   | 12,731               | 1.86                 |
|                                                               | Гойко Клічкович            | Перша сербська демократична партія                 | 10,355               | 1.52                 |
| Недійсні голоси                                               | Недійсні голоси            | Недійсні голоси                                    | 120,259              | –                    |
| Разом                                                         | Разом                      | Разом                                              | 1,812,575            | 100                  |
| Зареєстровані виборці/явка                                    | Зареєстровані виборці/явка | Зареєстровані виборці/явка                         | 3,355,429            | 54.02                |
| Джерело: CEC [Архівовано 7 листопада 2018 у Wayback Machine.] |                            |                                                    |                      |                      |

### Парламентські 2018

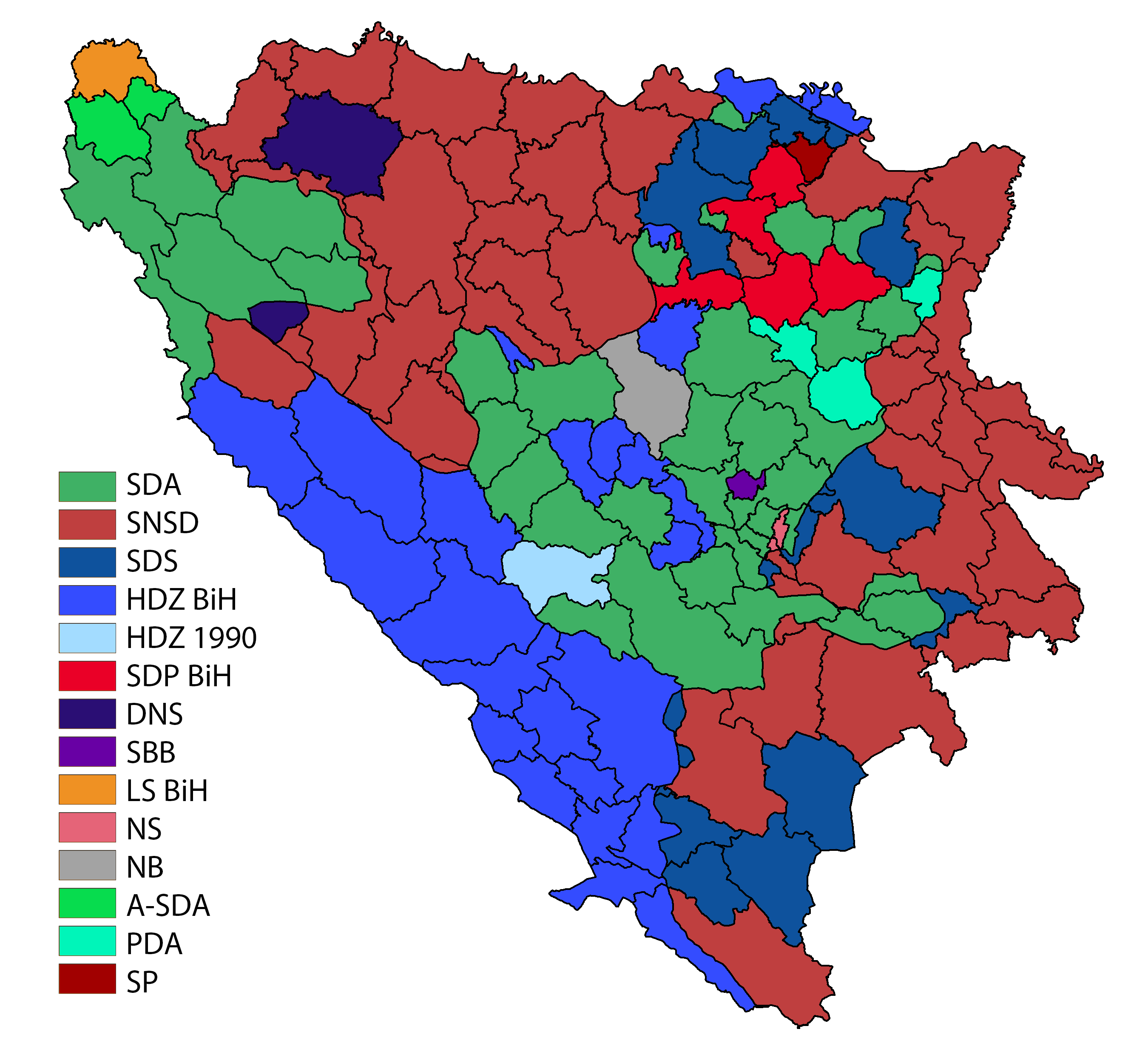
Результати виборів до Палати представників за більшістью голосів у муніципалітетах Боснії і Герцеговини

| Партія                                                           | Аббр.                      | Федерація | Федерація | Федерація | Республіка Сербська | Республіка Сербська | Республіка Сербська | Разом     | Разом | Разом | Разом |
| Партія                                                           | Аббр.                      | Голосів   | %         | Місця     | Голосів             | %                   | Місця               | Голосів   | %     | Місця | +/–   |
| ---------------------------------------------------------------- | -------------------------- | --------- | --------- | --------- | ------------------- | ------------------- | ------------------- | --------- | ----- | ----- | ----- |
| Партія демократичної дії                                         | SDA                        | 252,081   | 25.48     | 8         | 29,673              | 4.45                | 1                   | 281,754   | 17.01 | 9     | –1    |
| Союз незалежних соціал-демократів                                | SNSD                       | 4,663     | 0.47      | 0         | 260,930             | 39.10               | 6                   | 265,593   | 16.03 | 6     | 0     |
| СДП–НДР–НС–СРС РС                                                | SDS                        | –         | –         | –         | 162,414             | 24.34               | 3                   | 162,414   | 9.80  | 3     | –2    |
| Соціал-демократична партія БіГ                                   | SDP BiH                    | 140,781   | 14.23     | 5         | 9,672               | 1.45                | 0                   | 150,453   | 9.08  | 5     | +2    |
| ХДС БіГ–ХСП БіГ–ХСП-ХНС–ХХДС–ХПП АС БіГ–ХДУ БіГ                  | HDZ BiH                    | 145,487   | 14.71     | 5         | 4,385               | 0.66                | 0                   | 149,872   | 9.05  | 5     | +1    |
| Демократичний фронт–Громадянський альянс                         | DF                         | 96,180    | 9.72      | 3         | –                   | –                   | –                   | 96,180    | 5.81  | 3     | –2    |
| Партія демократичного прогресу                                   | PDP                        | –         | –         | –         | 83,832              | 12.56               | 2                   | 83,832    | 5.06  | 2     | +1    |
| Демократичний народний альянс                                    | DNS                        | 652       | 0.07      | 0         | 68,637              | 10.29               | 1                   | 69,289    | 4.18  | 1     | 0     |
| Союз за краще майбутнє Боснії і Герцеговини                      | SBB BiH                    | 67,597    | 6.83      | 2         | 1,394               | 0.21                | 0                   | 68,991    | 4.16  | 2     | –2    |
| Наша партія                                                      | NS                         | 48,402    | 4.89      | 2         | –                   | –                   | –                   | 48,402    | 2.92  | 2     | +2    |
| Незалежний блок                                                  | NB                         | 41,511    | 4.20      | 1         | –                   | –                   | –                   | 41,511    | 2.51  | 1     | Нова  |
| Рух демократичної дії                                            | PDA                        | 38,417    | 3.88      | 1         | –                   | –                   | –                   | 38,417    | 2.32  | 1     | Нова  |
| Соціалістична партія                                             | SP                         | –         | –         | –         | 31,321              | 4.69                | 1                   | 31,321    | 1.89  | 1     | +1    |
| Партія демократичної активності                                  | A-SDA                      | 29,763    | 3.01      | 1         | 756                 | 0.11                | 0                   | 30,519    | 1.84  | 1     | 0     |
| Хорватський демократичний союз 1990–Хорватська партія правих БіГ | HDZ 1990                   | 28,962    | 2.93      | 0         | –                   | –                   | –                   | 28,962    | 1.75  | 0     | 0     |
| Народ та правда                                                  |                            | 23,353    | 2.36      | 0         | –                   | –                   | –                   | 23,353    | 1.41  | 0     | Нова  |
| За Боснію і Герцеговину (партія)                                 | SBiH                       | 17,830    | 1.80      | 0         | –                   | –                   | –                   | 17,830    | 1.08  | 0     | 0     |
| Боснійсько-герцеговинська патріотична партія                     | BPS                        | 16,433    | 1.66      | 0         | –                   | –                   | –                   | 16,433    | 0.99  | 0     | –1    |
| Незалежний список Боснії і Герцеговини                           |                            | 12,505    | 1.26      | 0         | –                   | –                   | –                   | 12,505    | 0.75  | 0     | New   |
| Лейбористська партія БіГ                                         | LS                         | 7,735     | 0.78      | –         | –                   | –                   | –                   | 7,735     | 0.47  | 0     | 0     |
| Перша сербська демократична партія                               |                            | –         | –         | –         | 7,513               | 1.13                | 0                   | 7,513     | 0.45  | 0     | Нова  |
| Партія пенсіонерів                                               |                            | 7,185     | 0.73      | –         | –                   | –                   | –                   | 7,185     | 0.43  | 0     | Нова  |
| Боснійська партія                                                |                            | 5,771     | 0.58      | –         | –                   | –                   | –                   | 5,771     | 0.35  | 0     | 0     |
| Сербська прогресивна партія Республіки Сербська                  |                            | –         | –         | –         | 4,750               | 0.71                | 0                   | 4,750     | 0.29  | 0     | 0     |
| Союз нових політиків                                             |                            | 728       | 0.07      | –         | 1381                | 0.21                | 0                   | 2,109     | 0.13  | 0     | Нова  |
| Хорватська партія БіГ                                            |                            | 1,095     | 0.11      | –         | –                   | –                   | –                   | 1,095     | 0.07  | 0     | Нова  |
| ЛДС за прогрес                                                   |                            | 1,833     | 0.19      | 0         | –                   | –                   | –                   | 1,833     | 0.11  | 0     | Нова  |
| Ліве крило                                                       |                            | 264       | 0.03      | 0         | 666                 | 0.10                | 0                   | 930       | 0.06  | 0     | Нова  |
| Недійсні голоси                                                  | Недійсні голоси            | 95,808    | –         | –         | 60,600              | –                   | –                   | 156,408   | –     | –     | –     |
| Разом                                                            | Разом                      | 1,085,036 | 100       | 28        | 727,924             | 100                 | 14                  | 1,812,960 | 100   | 42    | 0     |
| Зареєстровані виборці/явка                                       | Зареєстровані виборці/явка | 2,093,784 | 51.82     | –         | 1,261,645           | 57.70               | –                   | 3,352,429 | 54.03 | –     | –     |
| Джерело: CEC [Архівовано 7 листопада 2018 у Wayback Machine.]    |                            |           |           |           |                     |                     |                     |           |       |       |       |